# マイケル・クリスチャン・マルティネス
マイケル・クリスチャン・マルティネス（英語: Michael Christian Martinez、1996年11月4日 - ）は、フィリピン出身の元フィギュアスケート選手（男子シングル）。
2014年ソチ五輪、2018年平昌五輪フィリピン代表。2012年クリスタルスケート優勝。

## 人物
好きな選手としてパトリック・チャンをあげている。マイケルはフィリピンとアメリカで練習している。アメリカでは複数のコーチの元を渡り歩いているが、2010年12月からは元オリンピック金メダリストのイリヤ・クーリックの指導も受けている。本人の弁によればフィリピンでの練習環境は良好なものとは言えない。練習時間は6～8時間にも及ぶが、オリンピックサイズのリンクはあるものの貸し切りでの練習はできず、多くの利用者の間を滑らなくてはならない。氷の状態も良くないため、過去には前記の膝以外にかかとの靭帯も傷めている。フィリピンからの財政的支援を受け始めたのはユースオリンピック終了後のことである。しかし、マイケルは他の自国の代表メンバーと違い、フィリピン出身でかつフィリピンで練習を積んでいることに誇りを持っているとも語っている。
高い柔軟性を備えており、男子選手としては珍しくビールマンスピンを得意としている。

## 経歴
フィリピンのムンティンルパ在住。マイケルは2005年にショッピングモールのアイスリンクでスケートに出会った。最初は趣味として楽しんでいたが、2008年から競技者としてのトレーニングを開始した。
ISUジュニアグランプリシリーズには2010-2011シーズンから参戦。2012年4月に膝靭帯断裂を経験し、医者には競技を止めるように言われたが二ヶ月で練習を再開している。2012-2013シーズンのJGPレイクプラシッド大会では、フィリピン人選手として初めて国際競技でトリプルアクセルを成功させた。その二ヶ月後、クリスタルスケートでは国際大会での初優勝を遂げたが、これもフィリピン人選手としては初めてのことだった。
2013-2014シーズン、JGPリガ杯は足首の捻挫の影響もあり4位。ソチオリンピックの最終予選であるネーベルホルン杯では予選参加国の3番目の成績となり、フィリピンに初めてのフィギュアスケートの出場枠をもたらした。10月には早くもオリンピックの代表に内定した。JGPタリン杯では3位となり、フィリピン選手として初めてISU主催の大会でのメダルを獲得した。ソチオリンピックの開会式ではフィリピン唯一の出場者として旗手を務めた。競技では19位。
2014-2015シーズン、グランプリシリーズに参戦しスケートアメリカで10位。初出場の世界選手権では21位となった。
2017-2018シーズン、平昌オリンピック最終予選であるネーベルホルン杯で8位となり、フィリピンの男子シングル出場枠を獲得できなかった。スポンサーの支援もなくなり、競技からの引退を決意。ボディビルを始めたため、体重は66kgから75kgに増えた。スウェーデンオリンピック委員会がアレクサンデル・マヨロフのオリンピック派遣を見送ったため、スウェーデンのオリンピック出場枠が返上され、次点のフィリピンに出場権が渡った。オリンピック開催の2週間半前に出場が決定し、体重を68kgに減量し試合に臨んだ。SPでは3本のジャンプをミスなく着氷させたが、28位でFSに進むことはできなかった。

## 主な戦績
マークが付いている大会はISU公認の国際大会。
| 大会/年              | 2010 -11 | 2011 -12 | 2012 -13 | 2013 -14 | 2014 -15 | 2015 -16 | 2016 -17 | 2017 -18 | 2021 -22 |
| -------------------- | -------- | -------- | -------- | -------- | -------- | -------- | -------- | -------- | -------- |
| 冬季オリンピック     |          |          |          | 19       |          |          |          | 28       |          |
| 世界選手権           |          |          |          |          | 21       | 19       | 24       |          |          |
| 四大陸選手権         |          |          | 16       |          |          | 9        | 14       |          |          |
| GP中国杯             |          |          |          |          |          | 6        |          |          |          |
| GPスケートアメリカ   |          |          |          |          | 10       |          |          |          |          |
| CSオーストリア杯     |          |          |          |          |          |          |          |          | 23       |
| CSネーベルホルン杯   |          |          |          | 7        |          |          |          | 8        |          |
| CSゴールデンスピン   |          |          |          |          | 6        | 7        | WD       |          |          |
| CSワルシャワ杯       |          |          |          |          | 2        | 4        |          |          |          |
| CSフィンランディア杯 |          |          |          |          |          | 9        |          |          | 24       |
| CSロンバルディア杯   |          |          |          |          | 7        |          |          |          |          |
| ニース杯             |          |          | 6 J      |          |          |          | 6        |          |          |
| アジアフィギュア杯   |          |          |          |          |          | 1        |          |          |          |
| トリグラフ杯         |          |          |          | 1        | 1        |          |          |          |          |
| スケートヘレナ       |          |          |          | 1        |          |          |          |          |          |
| ボルボオープン       |          |          | 5        | 4        |          |          |          |          |          |
| USクラシック         |          |          |          | 6        |          |          |          |          |          |
| ニューイヤーズ杯     |          |          | 3        |          |          |          |          |          |          |
| クリスタルスケート   |          |          | 1        |          |          |          |          |          |          |
| NRW杯                |          |          | 13       |          |          |          |          |          |          |
| 東南アジア競技大会   |          |          |          |          |          |          |          | 2        |          |
| ユースオリンピック   |          | 7        |          |          |          |          |          |          |          |
| 世界Jr.選手権        |          | 15       | 5        |          |          |          |          |          |          |
| JGPタリン杯          |          |          |          | 3        |          |          |          |          |          |
| JGPリガ杯            |          |          |          | 4        |          |          |          |          |          |
| JGPクロアチア杯      |          |          | 6        |          |          |          |          |          |          |
| JGPレークプラシッド  |          |          | 4        |          |          |          |          |          |          |
| JGPブリスベン        |          | 8        |          |          |          |          |          |          |          |
| JGP SBC杯            | 17       |          |          |          |          |          |          |          |          |

### 詳細
| 2021-2022 シーズン    |                                                                         |          |           |           |
| 開催日                | 大会名                                                                  | SP       | FS        | 結果      |
| 2021年11月11日 - 14日 | ISUチャレンジャーシリーズ オーストリア杯（グラーツ）                    | 25 57.50 | 23 108.97 | 23 166.47 |
| 2021年10月7日 - 10日  | ISUチャレンジャーシリーズ フィンランディア杯（エスポー (フィンランド)） | 23 55.62 | 24 101.16 | 24 156.78 |

| 2017-2018 シーズン   |                                                                  |          |          |          |
| 開催日               | 大会名                                                           | SP       | FS       | 結果     |
| 2018年2月16日 - 17日 | 平昌オリンピック（平昌）                                         | 28 55.56 | -        | 28 55.56 |
| 2017年9月27日 - 30日 | ISUチャレンジャーシリーズ ネーベルホルン杯（オーベルストドルフ） | 8 67.50  | 9 124.24 | 8 191.74 |

| 2016-2017 シーズン     |                                                        |          |           |           |
| 開催日                 | 大会名                                                 | SP       | FS        | 結果      |
| 2017年3月27日 - 4月2日 | 2017年世界フィギュアスケート選手権（ヘルシンキ）       | 24 69.32 | 24 127.47 | 24 196.79 |
| 2017年2月14日 - 19日   | 2017年四大陸フィギュアスケート選手権（江陵）           | 14 72.47 | 14 141.68 | 14 214.15 |
| 2016年12月7日 - 10日   | ISUチャレンジャーシリーズ ゴールデンスピン（ザグレブ） | 16 61.27 | -         | 棄権      |
| 2016年10月19日 - 23日  | 2016年ニース杯（ニース）                               | 8 54.45  | 5 115.15  | 6 169.60  |

| 2015-2016 シーズン     |                                                          |          |           |           |
| 開催日                 | 大会名                                                   | SP       | FS        | 結果      |
| 2016年3月26日 - 4月3日 | 2016年世界フィギュアスケート選手権（ボストン）           | 23 66.98 | 18 137.12 | 19 204.10 |
| 2016年2月16日 - 21日   | 2016年四大陸フィギュアスケート選手権（台北）             | 9 69.15  | 9 142.44  | 9 211.59  |
| 2015年12月2日 - 5日    | ISUチャレンジャーシリーズ ゴールデンスピン（ザグレブ）   | 7 65.66  | 8 137.16  | 7 202.82  |
| 2015年11月26日 - 29日  | ISUチャレンジャーシリーズ ワルシャワ杯（ワルシャワ）     | 6 65.64  | 4 140.66  | 4 206.30  |
| 2015年11月6日 - 8日    | ISUグランプリシリーズ 中国杯（北京）                     | 7 72.24  | 5 148.12  | 6 220.36  |
| 2015年10月9日 - 11日   | ISUチャレンジャーシリーズ フィンランディア杯（エスポー） | 7 65.18  | 9 125.36  | 9 190.54  |
| 2015年8月5日 - 8日     | 2015年アジアフィギュア杯（バンコク）                     | 1 72.14  | 2 116.39  | 1 188.53  |

| 2014-2015 シーズン    |                                                                                  |          |           |           |
| 開催日                | 大会名                                                                           | SP       | FS        | 結果      |
| 2015年4月15日 - 19日  | 2015年トリグラフトロフィー（イェセニツェ）                                       | 5 51.68  | 1 130.16  | 1 181.84  |
| 2015年3月23日 - 29日  | 2015年世界フィギュアスケート選手権（上海）                                       | 22 67.03 | 20 125.35 | 21 192.38 |
| 2014年12月4日 - 7日   | ISUチャレンジャーシリーズ ゴールデンスピン（ザグレブ）                           | 4 74.45  | 6 130.00  | 6 204.45  |
| 2014年11月20日 - 23日 | ISUチャレンジャーシリーズ ワルシャワ杯（ワルシャワ）                             | 2 73.81  | 2 139.57  | 2 213.38  |
| 2014年10月24日 - 26日 | ISUグランプリシリーズ スケートアメリカ（シカゴ）                                 | 9 72.81  | 9 124.77  | 10 197.58 |
| 2014年9月18日 - 21日  | ISUチャレンジャーシリーズ ロンバルディアトロフィー（セスト・サン・ジョヴァンニ） | 6 67.36  | 6 130.58  | 7 197.94  |

| 2013-2014 シーズン     |                                                            |          |           |           |
| 開催日                 | 大会名                                                     | SP       | FS        | 結果      |
| 2014年4月2日 - 6日     | 2014年トリグラフトロフィー（イェセニツェ）                 | 1 63.29  | 1 131.84  | 1 195.13  |
| 2014年2月6日 - 22日    | ソチオリンピック（ソチ）                                   | 19 64.81 | 20 119.44 | 19 184.25 |
| 2014年1月21日 - 25日   | 2014年スケートヘレナ（ベオグラード）                       | 1 65.78  | 1 123.13  | 1 188.91  |
| 2013年11月7日 - 10日   | 2013年ボルボオープンカップ（リガ）                         | 4 66.01  | 4 131.17  | 4 197.18  |
| 2013年10月9日 - 13日   | ISUジュニアグランプリ タリン杯（タリン）                   | 4 63.67  | 2 135.15  | 3 198.82  |
| 2013年9月25日 - 28日   | 2013年ネーベルホルン杯（オーベルストドルフ）               | 11 61.55 | 8 127.91  | 7 189.46  |
| 2013年9月11日 - 15日   | 2013年USインターナショナルクラシック（ソルトレイクシティ） | 7 59.65  | 6 123.39  | 6 183.04  |
| 2013年8月27日 - 9月1日 | ISUジュニアグランプリ リガ杯（リガ）                       | 1 64.03  | 4 109.70  | 4 173.73  |

| 2012-2013 シーズン       |                                                            |          |           |           |
| 開催日                   | 大会名                                                     | SP       | FS        | 結果      |
| 2013年2月25日 - 3月3日   | 2013年世界ジュニアフィギュアスケート選手権（ミラノ）       | 4 67.01  | 7 124.63  | 5 191.64  |
| 2013年2月6日 - 11日      | 2013年四大陸フィギュアスケート選手権（大阪）               | 14 64.62 | 18 113.46 | 16 178.08 |
| 2013年1月10日 - 13日     | 2012年ボルボオープンカップ（リガ）                         | 4 58.47  | 5 117.52  | 5 175.99  |
| 2013年1月3日 - 6日       | 2013年ニューイヤーズカップ（ブラチスラヴァ）               | 3 57.42  | 3 119.82  | 3 177.24  |
| 2012年12月4日 - 9日      | 2012年NRW杯（ドルトムント）                                | 8 59.90  | 18 107.52 | 13 167.42 |
| 2012年10月30日 - 11月4日 | 2012年クリスタルスケート（ブラショフ）                     | 3 59.75  | 1 125.75  | 1 185.50  |
| 2012年10月24日 - 28日    | 2012年ニース杯 ジュニアクラス（ニース）                    | 7 49.64  | 4 115.48  | 6 165.12  |
| 2012年10月3日 - 7日      | ISUジュニアグランプリ クロアチア杯（ザグレブ）             | 11 50.67 | 6 111.73  | 6 162.40  |
| 2012年8月29日 - 9月2日   | ISUジュニアグランプリ レークプラシッド（レークプラシッド） | 7 51.88  | 4 106.52  | 4 158.40  |

| 2011-2012 シーズン   |                                                        |          |          |           |           |
| 開催日               | 大会名                                                 | 予選     | SP       | FS        | 結果      |
| 2012年2月27日-3月4日 | 2012年世界ジュニアフィギュアスケート選手権（ミンスク） | 3 109.42 | 16 55.32 | 14 109.78 | 15 165.10 |
| 2012年1月13日-22日   | インスブルックユースオリンピック（インスブルック）     | -        | 3 54.35  | 7 97.25   | 7 151.60  |
| 2011年8月29日-9月2日 | ISUジュニアグランプリ ブリスベン（ブリスベン）         | 8 52.69  | 10 95.44 | -         | 8 148.13  |

| 2010-2011 シーズン   |                                       |          |          |           |
| 開催日               | 大会名                                | SP       | FS       | 結果      |
| 2010年9月23日 - 26日 | ISUジュニアグランプリ SBC杯（軽井沢） | 16 39.51 | 18 78.55 | 17 118.06 |

## プログラム使用曲
| シーズン  | SP | FS | EX                                                                                   |
| --------- | --- | --- | ------------------------------------------------------------------------------------ |
| 2021-2022 | Requiem For A Dream Requiem For A Tower 編曲：Jonas Kvarnström, Escala                                                                             | 『鬼滅の刃』より 竈門炭治郎のうた(feat. Call of Silence） 歌：サムエル                                                                  |                                                                                      |
| 2017-2018 | カルミナ・ブラーナ 作曲：カール・オルフ Emerald Tiger 演奏：ヴァネッサ・メイ                                                                       | 映画『ムーラン・ルージュ』より ロクサーヌのタンゴ タンゴ・デ・ロス・エクシラドス 作曲：ウォルター・タイエブ 演奏：ヴァネッサ・メイ      |                                                                                      |
| 2016-2017 | Emerald Tiger 演奏：ヴァネッサ・メイ | ネッラ・ファンタジア 歌：ラッセル・ワトソン                                                                                             | ヘイロー 歌：ラヴァンス・コリー                                                      |
| 2015-2016 | エグモント序曲 作曲：ルートヴィヒ・ヴァン・ベートーヴェン 振付：ニコライ・モロゾフ                                                                 | バレエ『ロメオとジュリエット』より 作曲：セルゲイ・プロコフィエフ 振付：ニコライ・モロゾフ                                              | ボヘミアン・ラプソディより ノクターン 演奏：ルチア・ミカレリィ                       |
| 2014-2015 | ピアノ協奏曲第2番 作曲：セルゲイ・ラフマニノフ 振付：ニコライ・モロゾフ                                                                            | ミュージカル『オペラ座の怪人』より 作曲：アンドリュー・ロイド・ウェバー 振付：ニコライ・モロゾフ                                        |                                                                                      |
| 2013-2014 | 映画『ロミオとジュリエット』より 作曲：ニーノ・ロータ 演奏：アーサー・フィードラー 振付：フィリップ・ミルズ                                        | マラゲーニャ 作曲：エルネスト・レクオーナ 振付：ジャスティン・ディロン                                                                  | ボヘミアン・ラプソディより ノクターン 演奏：ルチア・ミカレリィ                       |
| 2012-2013 | ボヘミアン・ラプソディより ノクターン 演奏：ルチア・ミカレリィトッカータとフーガニ短調 作曲：ヨハン・ゼバスティアン・バッハ 演奏：ヴァネッサ・メイ | マラゲーニャ 作曲：エルネスト・レクオーナ 振付：ジャスティン・ディロン映画『キング・アーサー』サウンドトラックより 作曲：ハンス・ジマー | トッカータとフーガニ短調 作曲：ヨハン・ゼバスティアン・バッハ 演奏：ヴァネッサ・メイ |
| 2011-2012 | ジェリクル舞踏会 ミュージカル『キャッツ』より 作曲：アンドリュー・ロイド・ウェバー                                                                 | タンゴ・デ・ロス・エクシラドス 作曲：ウォルター・タイエブ 演奏：ヴァネッサ・メイ                                                        |                                                                                      |
| 2010-2011 | ジェリクル舞踏会 ミュージカル『キャッツ』より 作曲：アンドリュー・ロイド・ウェバー                                                                 | タンゴ・デ・ロス・エクシラドス 作曲：ウォルター・タイエブ 演奏：ヴァネッサ・メイ                                                        |                                                                                      |